# نقد السوق

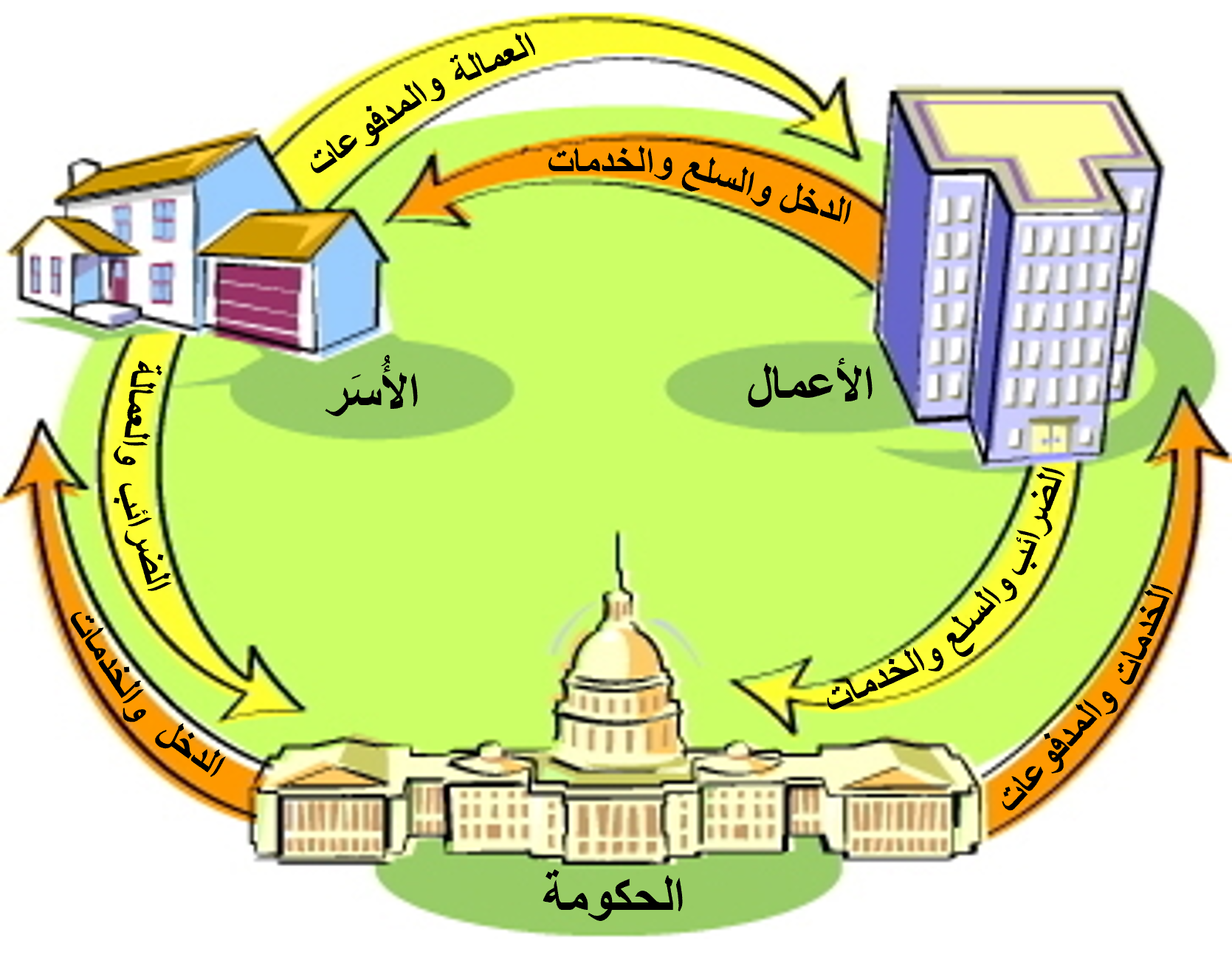
نقد السوق

نقد السوق هو مدرسة للفكر الاقتصادي الكلي تدافع عن استهداف البنوك المركزية لمستوى الدخل الاسمي بدلًا من التضخم الاقتصادي أو البطالة أو مقاييس أخرى من أجل النشاط الاقتصادي بما في ذلك أثناء أوقات الصدمات مثل انفجار الفقاعة العقارية في عام 2006، وفي الأزمة المالية التي عقبت ذلك. لا يعتقد خبراء النقد في السوق -على النقيض من خبراء النقد التقليديين- أن المجاميع النقدية أو أسعار السلع مثل الذهب هي الدليل الأمثل للتدخل، ويرفض خبراء النقد في السوق أيضًا تركيز الكينزية الحديثة على أسعار الفائدة باعتبارها أداة رئيسية للسياسة النقدية. يفضل خبراء النقد في السوق هدف الدخل الاسمي بسبب معتقداتهم المتشابهة بأن التوقعات العقلانية حاسمة بالنسبة للسياسة، وإيمانهم بتفاعل الأسواق على الفور مع التغيرات في توقعاتهم بشأن السياسة المستقبلية، دون «التأخيرات الطويلة والمتغيرة» التي يفترضها ميلتون فريدمان. 

## تاريخيًا
صاغ الاقتصادي الدنمركي لارس كريستنسن مصطلح «نقد السوق» في أغسطس 2011، وتبناه الاقتصاديون البارزون بسرعة إذ دافعوا عن هدف الدخل الاسمي للسياسة النقدية. تبنى سكوت سومنر -الاقتصادي في جامعة بنتلي وأحد أكثر المدافعين عن هدف الدخل الاسمي- فكرة نقد السوق في سبتمبر 2011. وُصف سومنر بأنه «شخصية بارزة» في مجال نقد السوق. بالإضافة إلى سكوت سومنر، يرى لارس كريستنسن أن للاقتصاديين نيك رو، وديفيد بيكويرث، وجوشوا هندريكسون، وبيل وولسي، وروبرت هيتزل «دور فعال في تكوين آراء السوق النقدية». يصف يوي تشيم ريتشارد وونغ -أستاذ الاقتصاد في جامعة هونغ كونغ- الاقتصاديين النقديين في السوق على أنهم «مبتدئين نسبيًا في مهنة الاقتصاد و ... يتركز عملهم في المسار التعليمي الجامعي». الاقتصاديون ذوو التفكير المماثل، والكثير منهم في مدارس صغيرة على مسافة من مركز الكون الاقتصادي؛ وبالتالي، يعتبر كريستنسن أن نقد السوق هو أول مدرسة فكرية اقتصادية ولدت في عالم التدوين.
على الرغم من رفض فكرة ميلتون فريدمان عن التأخيرات الطويلة والمتغيرة في آثار السياسة النقدية، يرتبط نقد السوق عادة بفكر فريدمان، خاصة فيما يتعلق بتاريخ الكساد العظيم. لاحظ أمبروز إيفانز-بريتشارد أن كريستنسن -الذي صاغ مصطلح «نقد السوق»- ألف كتابًا عن فريدمان. وصف إيفانز بريتشارد المدرسة بأنها «ليست كينزية. بل إنها مستوحاة من الاقتصاديين بين الحربين رالف هاوتري والسويدية جوستاف كاسيل، وكذلك المعلم النقدي ميلتون فريدمان»، واقتراح عصر الكساد من «خطة الدولار المعوض». اقتُرحت فكرة استهداف الناتج المحلي الإجمالي الاسمي لأول مرة في جيمس ميد (1978)، ونوقشت في الأدبيات الاقتصادية خلال الثمانينيات والتسعينيات. 
لاحظ بروس بارتليت -المستشار السابق للرئيس الأمريكي رونالد ريغان- ومسؤول الخزانة في عهد الرئيس جورج دبليو بوش لأول مرة في عام 2010 ظهور سكوت سومنر، وحركة المناقشات الاقتصادية إلى عالم التدوين. ينسب بارتليت إلى سومنر إدخال مفهوم نقد السوق في النقاش الوطني حول الاقتصاد. أشارت الإيكونوميست لاحقًا إلى أن تايلر كوين -أستاذ الاقتصاد في جامعة جورج ميسون، وبول كروغمان الحائز جائزة نوبل- ربطا بمدونة سومنر في غضون شهر من بدايتها، وافق كوين على مقترحات سومنر، لكن كروغمان كان أكثر تشككًا.
أصبحت توصية النظام النقدي للسوق مقبولة بحلول عام 2011 باستهداف الدخل الاسمي في المؤسسات الرئيسية، مثل غولدمان ساكس ونورثرن تراست. أجبرت سنوات من الأداء الاقتصادي البطيء في الولايات المتحدة على مراجعة استراتيجيات مجلس الاحتياطي الفيدرالي. في وقت لاحق من عام 2011، أيد كروغمان توصيات السياسة النقدية في السوق علنًا، واقترح «تحول نظام الاحتياطي الفيدرالي» إلى «السياسة النقدية القائمة على التوقعات»، وأثنى على سياسة نقد السوق بسبب تركيزها على الناتج المحلي الإجمالي الاسمي. استخدم كروغمان مصطلح «نقد السوق» في مدونته المقروءة على نطاق واسع. أيضًا، في الربع الرابع من عام 2011، أصدر معهد ميلكن دراسة أجراها كلارك جونسون، داعيًا فيها إلى نهج نقد السوق. في أواخر أكتوبر 2011، كتبت الرئيسة السابقة لمجلس المستشارين الاقتصاديين كريستينا رومر افتتاحية قرئت على نطاق واسع أو «رسالة عامة» في صحيفة نيويورك تايمز دعت فيها رئيس مجلس الاحتياطي الاتحادي بن برنانكي إلى استهداف الناتج المحلي الإجمالي الاسمي، اعتمادًا على نهج نقد السوق.
عقد برنانكي مؤتمرًا صحافيًا في نوفمبر 2011 أفاد فيه أن مجلس محافظي الاحتياطي الفيدرالي ناقش فكرة استهداف إن جي دي بّي، وكانوا يفكرون في إضافة الناتج المحلي الإجمالي الاسمي إلى قائمة المؤشرات الاقتصادية المهمة. ومع ذلك، قرر المجلس عدم اعتماد سياسة استهداف إن جي دي بّي الصارمة، لأنه -حسبما أفادت الإيكونوميست- «يمكن أن يخاطر التحول إلى نظام استهداف جديد بإرباك توقعات التضخم على المدى الطويل». إذا سُمح للتضخم بالارتفاع إلى 5% على سبيل المثال، قد يعتبر الناس أن الأجور دائمة ومحددة وفقًا لذلك، حتى مع عودة الإنتاج إلى طبيعته. ولإظهار قوته، سيتعين على الاحتياطي الفيدرالي عندئذ تقييد النمو؛ وقد تثبت تكاليف إثبات جديته فوائد النظام الجديد.
اقترح مارك كارني محافظ بنك كندا وحاكم بنك إنجلترا في وقت لاحق في ديسمبر 2012 اعتماد هدف مستوى الناتج المحلي الإجمالي الاسمي (إن جي دي بّي-إل تي). سيكون لهذا أيضًا ميزة أنه خلال الأوقات السيئة يمكن أن يثق الناس في بقاء أسعار الفائدة منخفضة لفترة طويلة بما فيه الكفاية، على الرغم من أن التضخم سيتجاوز الهدف القديم. ولذلك، فإن أسعار الفائدة المنخفضة ستكون أكثر فعالية. 